# Gerd Dörich
Gerd Dörich (Sindelfingen, Baden-Württemberg, 14 de febrer de 1968) va ser un ciclista alemany, que fou professional entre 1990 i 2005. Va combinar la carretera amb la pista. Va participar en 168 curses de sis dies.

## Palmarès en pista
- 1994
  -  Campió d'Alemanya de Madison, amb Markus Hess
- 2004
  - 1r als Sis dies de Stuttgart, amb Andreas Kappes i Andreas Beikirch
  -  Campió d'Alemanya de Madison, amb Frank Kowatschitsch

## Palmarès en ruta
- 1998
  - Vencedor d'una etapa de la Coca-Cola Trophy